# Палмер (Техас)
Палмер (англ. Palmer) — місто (англ. town) в США, в окрузі Елліс штату Техас. Населення — 2393 особи (2020).

## Географія
Палмер розташований за координатами 32°26′17″ пн. ш. 96°39′54″ зх. д. / 32.43806° пн. ш. 96.66500° зх. д. (32.438112, -96.665101).  За даними Бюро перепису населення США в 2010 році місто мало площу 7,76 км², з яких 7,68 км² — суходіл та 0,08 км² — водойми.

## Демографія
Згідно з переписом 2010 року, у місті мешкало 2000 осіб у 628 домогосподарствах у складі 506 родин. Густота населення становила 258 осіб/км².  Було 684 помешкання (88/км²).
Расовий склад населення:
| - 84,0 % — білих - 2,5 % — чорних або афроамериканців - 0,8 % — корінних американців - 0,4 % — вихідців з тихоокеанських островів - 0,2 % — азіатів - 9,0 % — осіб інших рас |

До двох чи більше рас належало 3,2 %. Частка іспаномовних становила 30,4 % від усіх жителів.
За віковим діапазоном населення розподілялося таким чином: 33,7 % — особи молодші 18 років, 59,0 % — особи у віці 18—64 років, 7,3 % — особи у віці 65 років та старші. Медіана віку мешканця становила 29,7 року. На 100 осіб жіночої статі у місті припадало 102,0 чоловіків;  на 100 жінок у віці від 18 років та старших — 94,3 чоловіків також старших 18 років.
Середній дохід на одне домашнє господарство  становив 60 558 доларів США (медіана — 48 661), а середній дохід на одну сім'ю — 66 082 долари (медіана — 58 056). Медіана доходів становила 40 357 доларів для чоловіків та 31 680 доларів для жінок. За межею бідності перебувало 9,9 % осіб, у тому числі 12,9 % дітей у віці до 18 років та 0,0 % осіб у віці 65 років та старших.
Цивільне працевлаштоване населення становило 1011 осіб. Основні галузі зайнятості: роздрібна торгівля — 16,8 %, виробництво — 14,2 %, мистецтво, розваги та відпочинок — 13,2 %.